# Hortensia Starke
Hortensia Starke (1920/1921 - Talisay, 29 november 2010) was een Filipijns politicus. Starke was afgevaardigde voor haar geboorteprovincie Negros Occidental in het Huis van Afgevaardigden van 1987 tot 1995 en was een tegenstander van wijlen president Ferdinand Marcos. Tevens was ze eigenaar van grote suikerplantages in Negros Occidental en als zodanig een grote tegenstander van landhervormingen in de Filipijnen.  

## Bron
- (en)  Carla Gomez, Former Negros Occidental solon passes away, The Philippine Daily Inquirer (1 december 2010)
- (en)  Carla Gomez, Former solon passes away, The Visayan Daily Star (1 december 2010)
- (en)  Sheila S. Coronel, Open for Business, Philippine Center For Investigative Journalism, IReport Vol IX No.3 (juli/sept 2003)